# Daddala quadrisignata
Daddala quadrisignata är en fjärilsart som beskrevs av Walker 1865. Daddala quadrisignata ingår i släktet Daddala och familjen nattflyn. Inga underarter finns listade i Catalogue of Life.

## Bildgalleri

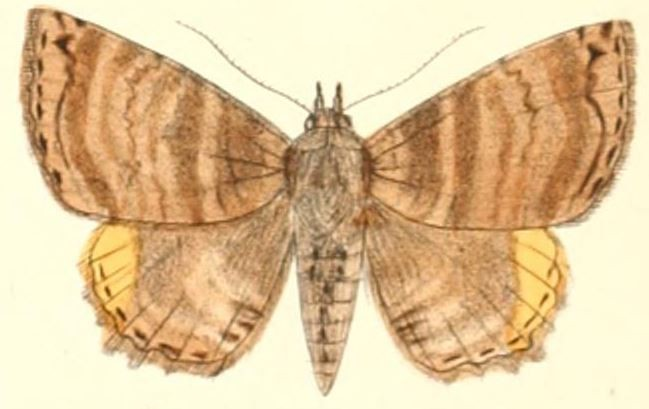